# منتخب جامايكا لكرة القدم الشاطئية
منتخب جامايكا لكرة القدم الشاطئية (بالإنجليزية: Jamaica national beach soccer team) هو ممثل جامايكا الرسمي في المنافسات الدولية في كرة القدم الشاطئية
، يديريه اتحاد جامايكا لكرة القدم.